# Hôpital régional de Rimouski
L'hôpital régional de Rimouski est un hôpital situé à Rimouski. Il s'agit du plus grand centre hospitalier de l'Est du Québec. Il offre des soins surspécialisés en radio-oncologie, en néphrologie et en néonatalité à la population du Bas-Saint-Laurent, de la Gaspésie–Îles-de-la-Madeleine et de la Côte-Nord.

## Histoire
Avant le XXe siècle, Rimouski ne possède aucun hôpital. Les soins sont prodigués à domicile ou dans les bureaux privés de médecin.
Le besoin d'un hôpital se fait sentir lors de la pandémie grippale de 1918. En 1923, Joseph-Romuald Léonard, évêque de Rimouski, autorise la construction d'un hôpital dans la maison Pouliot, coin sud-est des rues Sainte-Marie et Saint-Louis. En 1926, un bâtiment plus fonctionnel est construit sous le nom d'Hôpital Saint-Joseph. Deux ailes sont ajoutées en 1936 (pavillon Saint-Joseph) et 1938 (pavillon d’Youville).
L'incendie de Rimouski en 1950 abîme tout l'édifice, sauf le bâtiment original. Il est restauré immédiatement. Le pavillon Notre-Dame est construit en 1962.
En 1983, l'Hôpital St-Joseph devient le Centre hospitalier régional de Rimouski. En 1996 est ouvert le Centre de cancer et du Service de dialyse rénale.